# Arjuna
Arjuna és un dels herois del poema èpic hindú Mahabharata.
Tercer dels cinc germans Pandava, Arjuna va ser un dels fills nascuts de Kunti, primera esposa de Pāndu.
Segons el Sanskrit English Dictionary (1899) de Monier Monier-Williams en el sànscrit original es pronunciava / arshuna/.

## Sobre Arjuna
Arjuna era un arquer magistral i va exercir un paper central en la lluita entre els Pandavas i els seus adversaris, els fills de Dhritarashtra, coneguts com els Kauravas. Al principi, Arjuna estava poc inclinat a participar en la batalla, a causa de la matança que sabia que anava a causar en les files enemigues, que incloïen a molts dels seus propis familiars.
No obstant això, va ser persuadit pel seu auriga i amic proper, el déu Krixna, per canviar d'opinió. El diàleg entre tots dos sobre els temes involucrats en la guerra -el valor, el deure del guerrer, la naturalesa de la vida humana i l'ànima i el paper dels déus- conformen l'argument del Bhagavad Gita, un dels episodis claus en l'epopeia Mahabharata. Ell desenvolupa també el paper principal en l'assassinat de Karna, el seu arxienemic, en realitat el seu desconegut germà que lluitava en el bàndol dels Kauravas.
Investigadors indis han descobert ruïnes sota el mar, davant la costa occidental de l'Índia, en la ubicació que hauria tingut Dwaraka (la ciutat de Krixna). Això seria indicatiu que el Mahabharata bé va poder tenir relació amb esdeveniments reals en la història de l'Índia, i no ser només una història mítica.

## Naixement
El rei Pāndu va matar involuntàriament-al confondre'ls amb una parella de cérvols-a un savi que estava tenint una relació sexual amb la seva dona (en realitat el Mahabharata diu que s'havien convertit en cérvols per gaudir més del sexe). En morir el savi el va maleir perquè morís la pròxima vegada que penetrés a una dona. Per tant, Pāndu era incapaç d'engendrar un fill. La seva primera dona, Kunti, havia rebut en la seva joventut una benedicció del sant home Durvasas, que li permetria invocar la deïtat de la seva preferència i concebre un fill amb aquesta. Pāndu i Kunti van decidir fer ús de tal do; Kunti va invocar per torns a Yamarash (el déu de les prohibicions, anomenat també Dhármarash), Vaiu (el déu del vent) i Indra (el rei dels déus) donant a llum a tres fills. El tercer va ser Arjuna, nascut de Indra, rei dels devas (semidéus).

## Personalitat
Arjuna és representat com una personalitat íntegra i equilibrada, una ment sana en un cos sa, una persona de qui qualsevol mare, esposa i amic podrien estar orgullosos. Fill del déu Indra, d'Arjuna es deia que tenia bona constitució i era extremadament maco; reeixit amb les dones, es va casar en quatre ocasions, que es detallen posteriorment. Arjuna va ser fidel i lleial als seus amics (el seu millor amic era el gran guerrer Satiaki); va gaudir al llarg de la seva vida d'una gran compenetració amb el seu cosí Krixna (fill de Vasudeva, qui era germà de Kunti, mare d'Arjuna) i cunyat (germà de la seva esposa Subhadra). També era sensible i considerat, com ho demostren les seves reserves sobre la guerra de Kurukshetra, el que motiva a Krixna a instruir-lo mitjançant la impartició del Bhagavad Gita. El seu sentit del deure era pur, en una ocasió va preferir anar a l'exili que refusar auxiliar un brāhmana, història que es detalla posteriorment.

## Estudiant diligent
Arjuna és més conegut per la seva condició de combatent. Els fonaments de la seva carrera com guerrer van ser configurats quan ell era molt jove; Arjuna va ser un estudiant dedicat i excel·lent; aprenent a consciència tot el que el seu guru Drona Acharia va poder ensenyar, obtenint aviat el grau d'ati Rathi, o guerrer excepcional.

### La llegenda de l'ull de l'ocell
Tot col·legial indi ha escoltat moltes vegades la història de la proverbial concentració d'Arjuna en l'estudi. En una ocasió, Dronacharia decidir provar als seus alumnes, penjant de la branca d'un arbre un ocell de fusta, va convocar als seus estudiants.
Un per un els va demanar apuntar amb el seu arc a l'ull de l'au, i mantenir a punt per disparar, així, quan van estar llests, els demanava que descrivissin tot el que veien. Els estudiants van descriure el jardí, l'arbre, les flors, la branca de l'arbre de la qual penjava l'au, així com l'ocell mateix. El guru els demanava llavors baixar la seva arma i fer-se a un costat. Quan va arribar el torn d'Arjuna, ell va respondre al seu mentor que tot el que veia era l'ull de la seva presa. Aquest és un exemple clàssic de la seva capacitat de concentració.

## Draupadi
La seva habilitat en el maneig de l'arc estava destinada a reportar una utilitat insospitada, li va fer guanyar la mà de Draupadi, la seva primera dona, filla de Drupada, rei de Panchala. Drupada convocar un concurs per trobar una parella adequada per a la seva filla. Un peix de fusta va ser suspès a la part alta, sobre un estany, fent-lo girar en cercle. Als concursants se'ls demanava temperar un pesant arc i encertar una fletxa a l'ull del peix giratori. Només se'ls permetia utilitzar, per apuntar, el reflex del peix a la superfície de l'estany. Molts prínceps i nobles competirien per la mà de la princesa de Panchala. Alguns (incloent a Karna, un altre heroi del Mahabharata) van ser desqualificats sobre la base del seu pobre llinatge. No obstant això, encara que en aquest moment els Pandavas i la seva mare havien de mantenir amagats; Arjuna es va presentar prudentment disfressat com un brahman de noble bressol, i li va ser permès competir. Tant millor així, ja que va ser Arjuna; l'incomparable arquer, l'únic capaç de dur a terme la tasca imposada, i així va obtenir la mà de Draupadi.
Els cinc germans Pandava havien assistit al torneig sense haver informat a Kunti, la seva mare. Retornant a casa de manera triomfal, portant amb ells a la princesa Draupadi, des de fora de la casa van cridar: "Mare, mai creuries el que portem aquí, endevina!". Ocupada com estava amb la feina de casa, Kunti va refusar ser distreta. "Qualsevol cosa que sigui, compartiu-la equitativament entre vosaltres, i no discuteixin més sobre això" va contestar. Els germans prenien tan seriosament encara els comentaris més casuals de la seva mare, que van decidir convertir Draupadi en la seva esposa comú. Això parla sobre la magnanimitat d'Arjuna, perquè tot i haver guanyat a la seva promesa en singular combat, estava disposat a "compartir" amb els seus germans voluntàriament. Una possible raó era evitar qualsevol motiu de desavinença o rivalitat entre els germans.

## Sentit del deure
Els germans van acordar un protocol que regulava les seves relacions amb Draupadi, la seva dona en comú. Un punt important d'aquest acord era que cap germà podria importunar a la parella quan un altre germà es trobés tot sol amb Draupadi; sota pena de patir un any d'exili. Un cop, quan els Pandavas encara regnaven sobre la pròspera ciutat d'Indraprastha, un brahmin va arribar presa de gran agitació davant Arjuna buscant la seva ajuda, una banda d'abigeos havien delmat el seu ramat, no tenia a qui recórrer excepte a Arjuna per remeiar la seva situació.
Arjuna es va trobar davant d'un dilema: les seves armes es trobaven a l'habitació on Draupadi i Iudishtira passaven, tot sol, la nit. Interrompre'ls li faria creditor a la sanció acordada. Arjuna va dubtar un moment, en la seva ment, sortir en ajuda d'un dels seus vassalls en dificultats, especialment un braman, era la raó de ser d'un príncep. La perspectiva de l'exili no li impediria complir el seu deure ajudant a un súbdit. Interrompent a l'amant parella, va prendre el seu armament i va cavalcar fins a sotmetre als lladres. Després de finalitzar la seva comesa, va insistir, per sobre de les protestes de tota la seva família, incloent a la parella ofesa, a complir amb l'acordat i va partir cap a l'exili.

## Esposes
Addicionalment a Draupadi, Arjuna casar amb tres dames, que van portar per nom Chitrangada, Ulupi i Subhadra. Aquests esdeveniments van ocórrer durant el període d'exili que va haver de patir per haver interromput a Draupadi i Iudishtira a les seves habitacions privades.

### Chitrangada
Arjuna va viatjar a tot el llarg i ample de l'Índia durant el seu exili. Els seus vagabunderies el van portar a l'antiga Manipur en els Himàlaia orientals, un regne gairebé místic reconegut per la seva bellesa natural. Aquí coneix a la gentil Chitrangada, filla del rei de Manipur, i es va veure motivat a sol·licitar la seva mà en matrimoni. El seu pare el rei objectava la proposició atès que, d'acord amb els costums matrilineals del seu poble, el fill nascut de Chitrangada seria l'hereu al tron de Manipur, i ell no podia permetre que el seu hereu sortís de Manipur portat pel seu pare. Arjuna va acceptar la condició de no poder dur a Chitrangada ni a un fill nascut d'ella fora de Manipur, i es va casar amb la princesa sobre aquesta premissa. Un fill, al que van cridar Babruvahana, va néixer de la feliç parella; més tard succeiria en el tron al seu avi com rei de Manipur.

### Ulupi
Quan Arjuna es trobava en Manipur, Ulupi-una princesa Nāga (una ètnia índia, que en les llegendes apareixen com meitat humans, i meitat serps) de caràcter dolç i noble-es va enamorar perdudament d'ell. Va aconseguir segrestar després drogarlo amb un potent beuratge i ho va fer transportar els seus dominis en l'inframundo. Aquí va induir a un reticent Arjuna a prendre-la com esposa. Més tard la generosa Ulupi restituir a Arjuna a la dolguda Chitrangada. Ulupi posteriorment va fer molt pel benestar i la felicitat no només d'Arjuna, sinó també de Chitrangada i el jove Babruvahana. Va exercir un paper molt important en la formació de Babruvahana, desenvolupant una gran influència sobre ell, i finalment va ser ella qui va ressuscitar Arjuna després de ser mort en la batalla pel seu fill Babruvahana.

### Subhadra
Arjuna decidir passar l'última part del seu exili a Dwaraka, lloc de residència dels seus cosins Balarama, Krixna i Subhadra, que eren fills de Vasudeva, germà de la seva mare. Aquí, ell i la seva cosina es van enamorar un de l'altre. Aquesta situació es va veure afavorida amb el suport de Krixna, qui sempre va ser molt proper a Arjuna i desitjava només el millor per la seva germana Subhadra. Sabent que la família sencera no veuria amb bons ulls la perspectiva de veure convertida a Subhadra en la quarta esposa del seu cosí Arjuna, Krixna va facilitar la fugida de la parella i la seva fugida cap a Indraprastha. En un viarany de la història, per consell de Krixna, és Subhadra qui condueix el carro des Dwaraka fins Indraprastha. Krixna utilitza aquest fet per convèncer la família que Subhadra no ha estat sotmesa, si no per contra, ha estat ella qui ha segrestat a Arjuna.
Un sol fill, Abhimaniu, va ser procreat per Arjuna i Subhadra. Paríkshit (fill d'Abhimaniu i Uttara, nascut després de la mort d'Abhimanyu al camp de batalla) estava destinat a ser l'únic hereu supervivent de tot el clan Kuru, i successor d'Iudishtira com a emperador del regne Pandava.

### Gandiva
Seguida del seu retorn a Indraprastha, Arjuna visita el bosc de Khandava en companyia de Krixna. Es troben amb Agní, el déu igni, que demana la seva ajuda per aconseguir consumir el bosc en la seva totalitat. Takshaka, el rei de les serps, amic d'Indra, hi viu i per això Indra ocasiona que plogui cada vegada que Agni intenta cremar.
Els és revelat que el déu-foc ha de fer això si voleu veure alleujat d'una malaltia que pateix, per això és important de destruir el bosc. Arjuna li diu que ha estat entrenat en el maneig d'armes divines, però per resistir el poder dels astras (armes) d'Indra, ha d'aconseguir un arc excepcionalment poderós i indestructible.
Agni va invocar Varuna, qui lliura a Arjuna el Gandiva, l'arc que assegura al seu posseïdor la victòria absoluta en combat. Aquest arc exercirà un gran paper en les batalles en l'avenir d'Arjuna. Addicionalment, li concedeix a Arjuna un carro d'origen diví, amb poderosos i infatigables cavalls, que no poden ser ferits per les armes normals.
Arjuna diu a Agni que procedeixi amb el foc, i en el procés té lloc un duel amb el seu pare, batalla que dura diversos dies i nits. Una veu del cel proclama venceaaadors a Arjuna i Krixna, i ordena a Indra retirar-se.

### Maya Sabha
Durant l'incendi del bosc, Arjuna decideix indultar un asura (dimoni) anomenat Maya, qui era un talentós arquitecte. En mostra de la seva gratitud, Maya li construeix a Iudishtira un majestuós palau reial, sense comparació en el món. És aquest castell qui provoca l'apogeu de l'enveja de Duroyodhana, originant el desenvolupament de la partida de daus.

## A l'exili
Després del seu retorn a Indraprastha, diversos successos crucials en el Mahabharata tenen lloc, culminant amb l'exili dels cinc germans Pandava i Draupadi, la seva dona en comú. L'entrenament d'Arjuna en aquest període serà particularment important en la guerra que s'acosta.

### Paśupata
Durant el cinquè any del seu exili, Arjuna deixa als altres i se'n va a fer penitència davant el déu Shiva, per obtenir així la Pa?upata, arma personal de Shiva, una tan poderosa que no tenia contra-arma. Arjuna realitza penitència durant molt de temps. Shiva, complagut amb el seu esforç, apareix davant ell disfressat com un groller caçador que repta a barallar a Arjuna. Els dos s'embranquen en un intens duel. Arjuna, adonant-se de la identitat del caçador progressivament baralla, cau postrat als peus de Shiva. És llavors que Shiva li concedeix el coneixement de la Paśupata.
Després d'obtenir el seu astra, prossegueix el seu viatge a Indraloka (el Cel) passant algun temps amb el seu pare, i adquirint un major entrenament de part dels devas. Addicionalment, va destruir als Nivata Kavachas i els Kalakeyas, dos poderosos clans asuras residents del cel, que amenaçaven als déus. Aquests clans havien obtingut del déu Brahmā la promesa de ser imbatibles davant els déus. Sent Arjuna un mortal, va poder així destruir gràcies al seu entrenament.

### La maledicció de Urvashi
Mentre Arjuna es trobava en Indraloka, la Apsara (nimfa) Urvashi li va proposar tenir relacions sexuals. Urvashi va estar casada una vegada amb un rei anomenat Pururavas, donant a llum a un fill anomenat Ayús, fruit d'aquesta unió. Sent Ayús un avantpassat distant d'Arjuna, aquesta considerava a Urvashi com una mare. Arjuna li recordava a ella d'aquest parentiu mentre rebutjava els seus intents. Una altra creença indica que, en ser Indra el pare d'Arjuna i Urvashi una de les cortesanes de la seva cort, Arjuna la veia com una de les dones del seu pare.
Urvashi, molesta pel seu rebuig, li va dir que una Apsara no és germana ni mare de ningú. Urvashi increpava a Arjuna dient que una nimfa no ha de preocupar-se de relacions terrenals de cap tipus. Malgrat tot, Arjuna no podia sobreposar als seus escrúpols, "Sóc un nen al teu costat", li va dir. Vexada per la seva resposta, Urvashi va maleir a Arjuna perquè es tornés eunuc. En demanar-li Indra que reduís la seva maledicció, la va modificar per fer-durar només un any, i Arjuna podia triar quin any de la seva vida passar com un eunuc. Finalment aquesta maledicció va resultar benèfica: Arjuna la va utilitzar com una disfressa molt efectiu per al període d'un any en el qual ell, els seus germans i Draupadi van haver de viure d'incògnit a l'exili.

### L'any d'incògnit
Després de passar dotze anys en els boscos, els Pandavas havien de passar el tretzè any a l'exili d'incògnit, com a part del que estipula l'acord amb els Kauravas. Aquest any transcorre per a ells disfressats en la cort del rei Virata. Arjuna fa ús llavors de la maledicció de la Apsara Urvashi i escull aquest últim any per passar-ho com eunuc i assumeix el nom de Brihannala. En finalitzar l'any, Arjuna venç, ell només, a les hosts de Kauravas que havien envaït el regne de Virata.
Com a reconeixement al seu valor i havent estat advertit de la veritable identitat dels Pandavas, el rei Virata li ofereix la mà de la seva filla Uttara a Arjuna en matrimoni. Aquest refusa adduint la diferència d'edats així com el fet de considerar Uttara com una filla en virtut d'haver estat, com eunuc, el seu tutor en cant i dansa. Proposa llavors que Uttara es casi amb el seu fill més jove: Abhimanyu.
Aquesta casament va tenir lloc en el moment oportú, el fill pòstum d'aquesta unió estava destinat a ser l'únic hereu supervivent de tot el clan Kuru.

## Arjuna i Hanuman
A més de la guia i atenció personal de Krixna, durant la gran batalla de Kurukshetra Arjuna va tenir el suport de l'antiquíssim antropoide Hanuman, servent del déu Rama (qui havia viscut a l'Índia diversos milers d'anys abans). Arjuna va entrar al camp de batalla portant l'estendard de Hanuman en el seu carro. Hanuman (sempre sota la forma del mico) li va reptar a construir un pont de fletxes capaç de sostenir-hi sol. Sense sospitar la veritable identitat del mico, Arjuna va acceptar el repte. Va començar a disparar milers de fletxes, que Hanuman va destruir repetidament. Arjuna es va deprimir tant que va arribar al grau de decidir suïcidar-se. Llavors va aparèixer el déu Vishnú (qui és el mateix déu Krixna) davant ambdós, amonestant a Arjuna per la seva vanitat, ja Hanuman per fer aparèixer incompetent a un guerrer consumat. Com un acte de penitència, Hanuman va accedir a ajudar a Arjuna, estabilitzant i reforçant el seu carro durant la gran batalla que s'acostava.

## L'esclat de la guerra

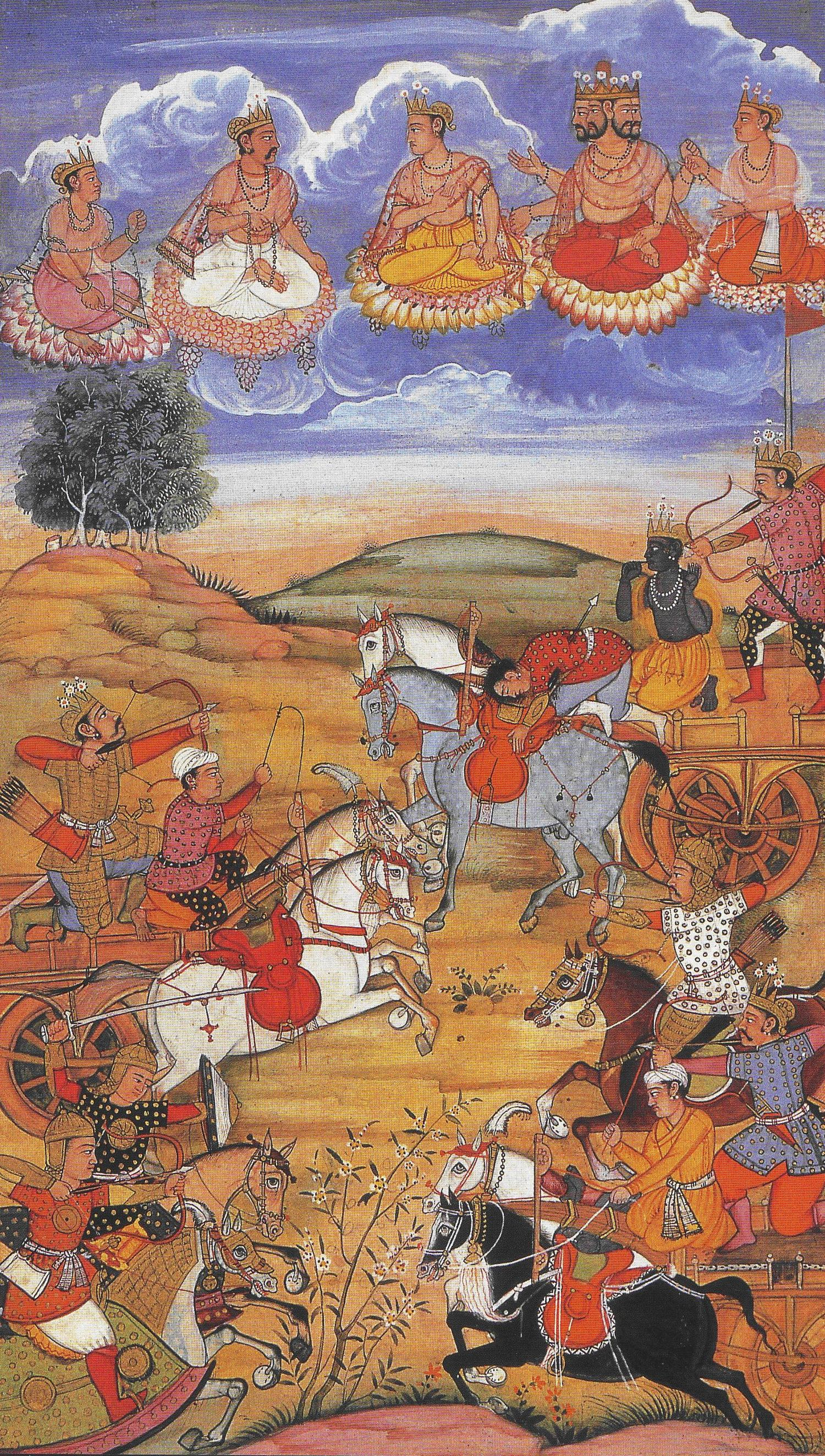
Batalles d'Arjuna amb els Kauravas.

En finalitzar el període del seu exili, els Pandavas busquen que els Kauravas els tornin el seu regne, com ho havien promès. Aquests es refusen a complir els pactes, esclata la guerra.

## El Bhagavad Guita
Balarama, sobirà de Dwaraka i mig germà de Krixna, decideix no prendre partit en la guerra, per estar els Yadavas emparentats tant amb els Kauravas com amb els Pandavas. No obstant això, Krixna en la seva forma humana, decideix estar prop d'Arjuna per protegir-lo.
Krixna es converteix així en l'auriga personal d'Arjuna durant la batalla de 18 dies i protegeix a aquest en nombroses ocasions de tot dany i encara la mort. Ha de ser esmentat que el terme auriga o cotxer, aplicat a Krixna, s'interpreta com "aquell que guia", o bé "el que mostra el camí", a més de protegir Arjuna de tot infortuni, Krixna li mostra a Arjuna el camí correcte en revelar el Bhagavad Gita en les hores prèvies al començament de la batalla.
Això succeeix així: En veure col·locar a tots dos exèrcits en les seves formacions de batalla, el cor d'Arjuna s'aombra. Veu davant seu al seu propi poble, els majors del seu clan, en les genolls alguna vegada va ser bressolat menut, al seu propi guru Dronacharia, qui li va ensenyar per primera vegada a temperar l'arc, fa tants anys. Valdrà la pena, es pregunta, aniquilar a la seva pròpia gent pel bé del regne? Arjuna sent flaquejar al seu esperit en aquesta crucial conjuntura, just abans de començar la baralla i es torna a Krixna sol·licitant la seva guia.
És en aquest moment que el déu Krixna li revela el Bhagavad Gita a Arjuna. Va més enllà del propòsit d'aquesta pàgina el comentar la saviesa continguda en un dels més reverenciats llibres sagrats hindús, només cal fer notar que el déu insta Arjuna a lluitar per imposar el correcte, sense consideració sofriment personal, el cost o la possible recompensa. El compliment del deure moral, li diu, té preferència sobre qualsevol altre propòsit, ja sigui espiritual o material, en aquesta vida.
El Bhagavad Gita és la transcripció ideal de la conversa entre el déu Krixna i Arjuna.
La relació existent entre Arjuna i Krixna representa un dels ideals de la humanitat: l'home guiat directament per Déu.
El Bhagavad Gita mostra al déu confortant i guiant a un mortal que s'enfronta a una terrible crisi moral, i és un dels més importants llibres de l'hinduisme.

## La batalla de Kurukshetra
Així, enfortit en la seva convicció de la rectitud del curs d'acció escollit, Arjuna empunya les armes per desenvolupar el paper determinant en la victòria dels Pandavas.

## La mort de Karna
Durant la batalla, Arjuna dona mort al seu mig germà Karna, un altre formidable guerrer que barallava en el bàndol dels Kauravas i en contra els Pandavas.
Aquest acte fratricida és comès en la ignorància d'Arjuna de l'existència del parentiu.
Karna i Arjuna desenvolupen una terrible rivalitat quan Karna busca venjança sobre el mestre d'Arjuna i la família reial per haver humiliat.
Arjuna és provocat encara més quan Karna insulta l'esposa comuna dels Pandavas, Draupadi, i quan participa indirectament en l'assassinat de Abhimanyu (el fill d'Arjuna), durant la batalla.
Aquesta terrible rivalitat personal arriba al seu clímax en una batalla de proporcions atemoridors.
Durant molt de temps, poderoses armes són llançades per ambdós guerrers a un ritme increïble.
El valor i destresa d'ambdós provoca que la resta dels combatents es meravellen.
Karna, sabent que el seu suport al mal serà la seva pròpia condemna, munta, malgrat tot, la seva millor atac i utilitza tot el seu poder, força i coneixement a llançar dos cops, el primer destinat a enlluernar al seu enemic i el segon amb la intenció d'aniquilar.
Però el déu Krixna salva al seu devot amic Arjuna en aquest moment crucial, i encara que pogués dir-se que en és moment Karna va sobrepassar en habilitat a Arjuna, els seus pecats també cobren tribut.
Krixna commina a Arjuna a donar mort a Karna mentre aquest tracta d'aixecar el seu carro; recordant l'aparent manca de pietat i respecte a les regles de la guerra mostrats per ell en donar mort a Abhimanyu, fill d'Arjuna, de manera tan brutal com terrible.
Així, Arjuna mata Karna.
Finalment, no és l'habilitat d'Arjuna, sinó els pecats de Karna, el que el condemna, assenyalant així dins el Mahabharata com les accions d'un individu serveixen per marcar el seu destí, així com la necessitat de viure una vida virtuosa.

## L'assassinat de Jayadratha
En una altra batalla memorable, Arjuna aniquila per complet un akshauhini, o 109 350) de soldats Kauravas en un dia, per venjar el terrible assassinat del seu fill Abhimanyu, que va ser mort per la totalitat dels més forts guerrers de l'exèrcit Kaurava, atacant-lo simultàniament quan Abhimanyu es trobava exhaust i privat d'armament, atrapat en una formació de la qual era impossible escapar per qualsevol, excepte Drona, el general dels Kuru, Arjuna, Krixna i el fill d'aquest; Pradyumna.
Havent demanat morir si fallava a matar el rei Sindhu, Jayadratha, a qui assenyalava com a principal responsable abans de finalitzar el dia, Arjuna en el procés dona mort a un akshauhini sencer.
En assolir el clímax, amb el sol a punt de posar-se i amb milers de guerrers encara separant Arjuna de Jayadratha, el déu Krixna, el seu cotxer, atenent la pregària del seu amic, eleva la seva chakra sudarshana per cobrir el sol, simulant l'ocàs.
Els guerrers Kaurava s'alegren davant la derrota i imminent mort d'Arjuna, i durant un instant Jayadratha es veu exposat, Krixna s'afanya a Arjuna i aquest dispara una poderosa fletxa que decapita Jayadratha.
La menció d'aquest acte de protecció de Krixna al seu virtuós amic i deixeble, estaria incompleta sense esmentar que el pare de Jayadratha, el vell i roí rei Vridhakshtra havia vaticinat al seu fill que qualsevol que causés que el seu cap toqués el terra, moriria en esclatar el seu cap.
El cap de Jayadratha és portada per la fletxa fins a les pròpies mans del seu pare, que es trobava meditant a prop del camp de batalla.
Aquest, sobresaltat, deixa caure el cap i mor víctima de la seva pròpia maledicció.

## Després de la batalla
En finalitzar la batalla, els Pandavas es fan càrrec de Hastinapura, el regne indivís dels seus ancestres.
La seva gran victòria, el suport guanyat per la seva causa i la derrota dels molts reis que recolzaven a les Karauvas, tot això reunit, els fa sentir que és el moment de córrer un últim risc: la realització del a?vamedha yajña (sacrifici de cavall), després del qual el títol de chakravarti (emperador) pot reclamar.
El sacrifici requereix que, després d'alguns rituals preliminars, un cavall sigui alliberat a vagabundejar a voluntat.
Els reis sobre els regnes transiti el cavall, tenen dues opcions: poden acceptar a l'amo del cavall (en aquest cas, Iudisht
ira, el més gran dels Pandavas) com el seu propi amo i senyor i oferir submissió, o bé resistir i entrar en guerra.
Arjuna lidera l'exèrcit que segueix al cavall en les seves vagabunderies, tenint ocasió de rebre la submissió de molts reis, amb confrontació armada o sense.
Es converteix així en instrument de l'expansió dels dominis Pandavas.
Al seu degut temps els germans Pandava decideixen, ja en edat avançada, renunciar al món.
Ells encomanen el seu regne a Paríkshit, fill de Abhimanyu i net d'Arjuna.
Els Pandavas-incloent a Arjuna-es retiren a les muntanyes Himàlaia, on finalment abandonen el món.

## Epitets d'Arjuna
- Partha (fill de Prithā, un altre nom de la reina Kunti)
- Yisnú (l'incontenible)
- Kiriti (diadema brillant, nom atorgat per Indra)
- Shueta Vajana (el de les muntures brillants)
- Bhībhatsu (el justicier)
- Viyaia (el victoriós)
- Palguna (el nascut sota la constel·lació "Uttara Phalguna")
- Saba Sachi (l'arquer ambidextre)
- Dananyaia (guanyador de diners)
- Gandivi l'amo de l'arc Gandīva)
- Krixna (el fosc) sobrenom que li donava Pāndu causa de la seva admiració cap al seu nebot, el déu Krixna, de la mateixa edat que Arjuna)
- Kapi Duash  (amb l'estendard del mico, divisa de Hanuman)
- Gudakesha (conqueridor de la son, donat en la seva infantesa en practicar el tir amb arc en la foscor de la nit)

## Diferents significats d'Arjuna
En idioma sànscrit, el terme अर्जुन  Arjuna significa:
- Platejat,
- Fet amb plata, segons el Atharva-veda (5.28.5 i 9),
- Blanc,
- Clar (com el color del dia, segons el Rig-veda 6.9.1, el color de l'alba, segons el  Rig-veda 1.49.3, del llampec, de la llet, de la plata),
- Paó,
- Malaltia cutània (que emblanquecía la pell),
- L'arbre Terminalia Arjun (vegeu les últimes dues fotografies, a baix),
- Fill únic de la seva mare,
- Or,
- Lleugera inflamació de la conjuntiva o del blanc de l'ull, segons el Susruta,
- Una herba particular (que es va usar com a substitut per a la planta soma, quan els aris es van allunyar de la zona on la compraven, segons el PBR,
- Forma (com Rupa), segons el Naighantuka, comentat per Iaska,
- Els descendents d'Arjuna, segons Pa1n2 (2 i 66), i Sch,
- Nom d'Indra (el pare d'Arjuna), segons el Vayasanei samjita i el Shatapatha brahmana,
- Nom d'un fill de Kritaviria, que va morir assassinat a cops de destral pel bráhmana Parashu Branca,
- Nom d'un śākhia (conegut com a matemàtic).

Prové de la mateixa arrel indoeuropea que va generar el llatí Argentum ('plata').

## Reencarnacions d'Arjuna

### El caçador Kannappa
D'acord amb el llibre del Swami Sivananda, els seixanta-tres sants del Nayanar (pàg. 44), algunes tradicions saivitas creuen que Kannappa va ser la reencarnació d'Arjuna.
D'acord amb la llegenda purànica, quan Arjuna volia obtenir el astra Paśupata del déu Shiva, es va posar a meditar en el Senyor, però quan Shiva se li va aparèixer sota l'aspecte d'un caçador, Arjuna no va poder reconèixer.
Així, d'acord amb aquesta tradició, Arjuna havia de tornar a néixer com un caçador i venerar el déu abans d'obtenir l'alliberament final.

### El bengalí Ramananda Roy
Els seguidors del sant bengalí Chaitanya Mahaprabhu (1486-1534) creien que aquest era un avatar de Krixna (unit al seu consort Radha).
Com que, segons l'hinduisme-Krixna sempre descendeix amb els seus associats propers, els exegetes havien de reconèixer la "personalitat original" de cada persona propera del sant.
Segons el Chaitania-charita-amrita (el nèctar del caràcter de Chaitania) de Krixna Dasa Kavirash Goswami, el ministre Ramananda Raya tenia una característica que el convertia indubtablement a Aryuna: com a professor de dansa, podia banyar i tocar als seus alumnes adolescents «fins i tot els seus genitals, sense experimentar canvis físics».
En totes les escriptures vèdiques, només Aryuna havia estat capaç (durant el seu exili trasvestido com a mestra de dansa) de realitzar la mateixa proesa.